# Koninklijke Nederlandse Voetbalbond

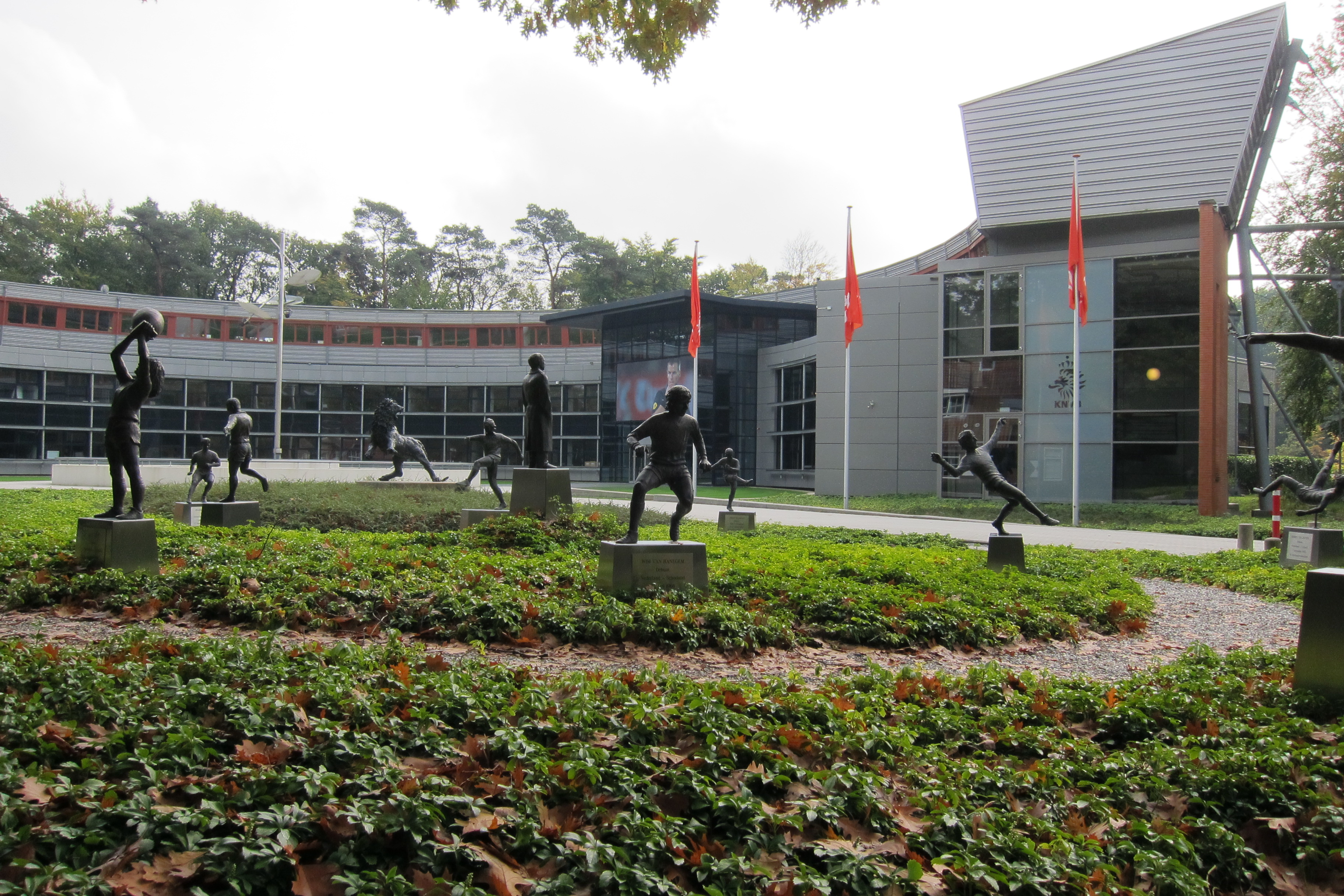
Hoofdkantoor van de KNVB in Zeist

De Koninklijke Nederlandse Voetbalbond (KNVB) is de Nederlandse voetbalbond. De bond werd op 8 december 1889 opgericht. Onder de KNVB vallen de sporten voetbal – inclusief de varianten zaalvoetbal, strandvoetbal, straatvoetbal, schoolvoetbal, 45+ voetbal – en G-voetbal (voetballers met een lichamelijke en/of verstandelijke beperking).
De KNVB organiseert landelijke competities, bekertoernooien en evenementen, coördineert de nationale elftallen en beheert de bedrijfstak voetbal. Verder participeert de bond in maatschappelijke projecten.

## Geschiedenis
In 1889 werd de Nederlandsche Voetbal en Athletiek Bond (NVAB) gesticht. Haar doelstelling was het bevorderen van en het algemene bekendheid geven aan het Voetbalspel en de Athletische spelen in Nederland. Het was een initiatief van Pim Mulier, de oprichter van de Haarlemse Football Club en latere erevoorzitter van die club en van de KNVB.
Bij de oprichting waren de volgende clubs betrokken:
- Amsterdamsche F.C. R.A.P
- Amsterdamsche Sportclub
- Voetbal-Vereniging "Amsterdam"
- Delftsche F.C.
- Haagsche Voetbal-Vereniging
- Haarlemsche F.C.
- Haarlemsche F.C. "Excelsior"
- Rotterdamsche cricket- en footballclub Concordia
- Rotterdamsche Cricket- en Footballclub "Olympia"
- Voetbalvereniging Rotterdam
- Wageningse Cricket- en Voetbalvereniging "Go Ahead" (door middel van een adhesiebetuiging)

Reeds bij de oprichting ontstond discussie over het in de bond opnemen van atletiek. Dit had echter de persoonlijke voorkeur van Pim Mulier, die zelf een fervent beoefenaar van deze sport was. In 1895 werd in een algemene vergadering besloten dat atletiek niet langer onderdeel van de bond uit zou maken. De naam werd gewijzigd in Nederlandse Voetbalbond (NVB). In 1929, 40 jaar na oprichting van de NVAB, kreeg de NVB het predicaat Koninklijk, waarmee de naam veranderde in Koninklijke Nederlandse Voetbalbond, ofwel KNVB.
In 1904 was de KNVB een van de zeven nationale bonden die betrokken was bij de oprichting van de FIFA, de wereldvoetbalbond.
De Bond had haar eerste kantoor in de Haagse Zeeheldenbuurt, zat vervolgens in de Van der Spiegelstraat en vanaf 1951 aan de Verlengde Tolweg (Zorgvliet). In 1974 werd verhuisd naar Zeist.

## Organisatie

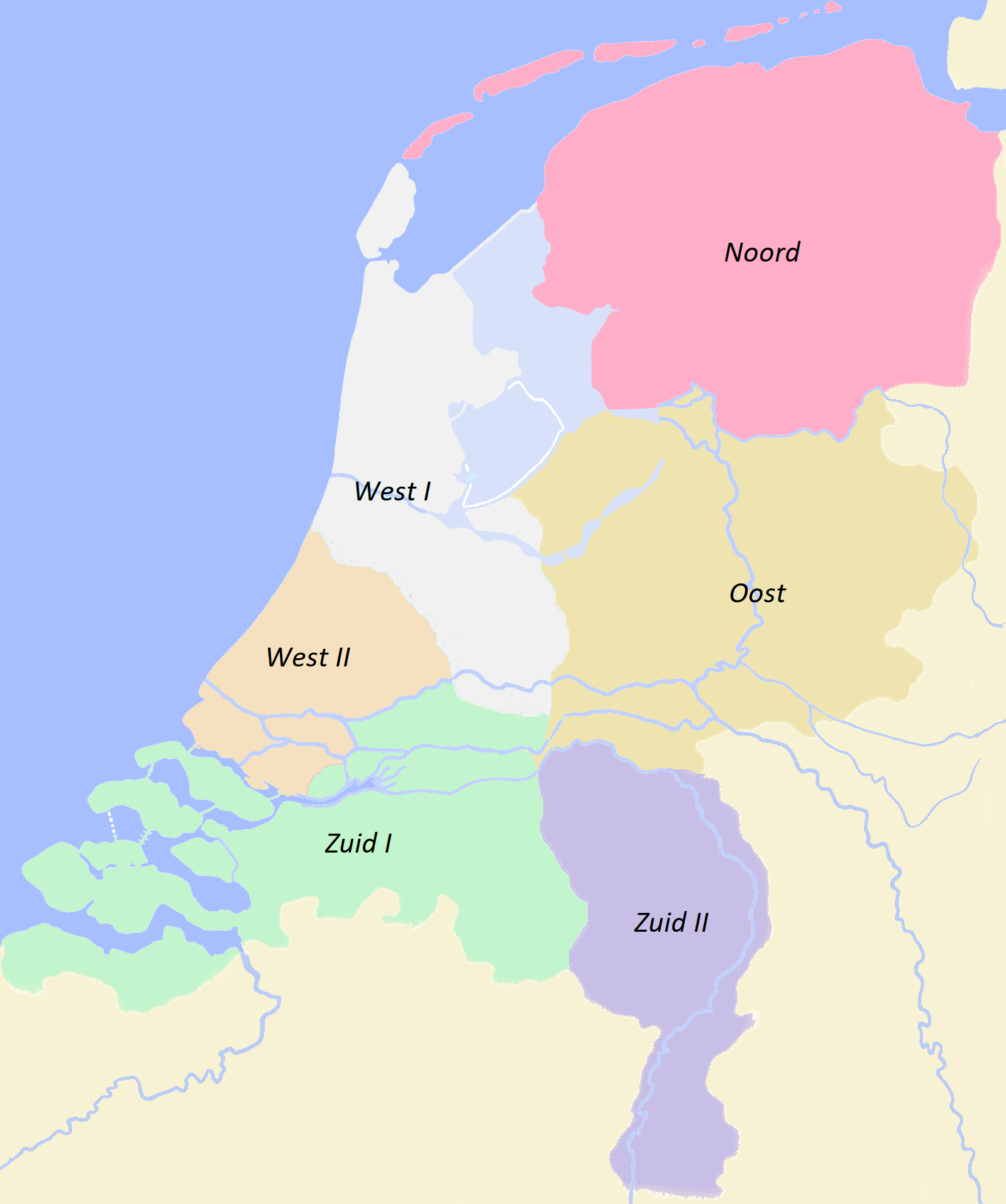
Geografische indeling KNVB-districten

Het hoofdkantoor van de KNVB is gehuisvest in Zeist aan de Woudenbergseweg. De organisatie bestaat uit de volgende personen:
| Naam                             | Rol                                           | Sinds           |
| Bondsvoorzitter                  | Bondsvoorzitter                               | Bondsvoorzitter |
| -------------------------------- | --------------------------------------------- | --------------- |
| Frank Paauw                      | Bondsvoorzitter                               | 05/2024         |
| Directie                         |                                               |                 |
| Marianne van Leeuwen             | Directeur Betaald Voetbal                     | 09/2021         |
| Jan Dirk van der Zee             | Directeur Amateurvoetbal                      | 04/2015         |
| Nigel de Jong                    | Directeur Topvoetbal                          | 01/2023         |
| Lennard van Ruiven               | Directeur Voetbalontwikkeling                 | 05/2022         |
| Dave Dekker                      | Commercieel Directeur                         | 02/2023         |
| Pascal Peer                      | Financieel Directeur                          | 10/2024         |
| Meta Römers                      | Operationeel Directeur                        | 01/2016         |
| Secretaris-Generaal              |                                               |                 |
| Gijs de Jong                     | Secretaris-Generaal                           | 01/2018         |
| Raad van Commissarissen          |                                               |                 |
| Jan Albers                       | Commissaris (Voorzitter)                      | 09/2021         |
| Elsemieke Havenga                | Commissaris (Topsport, communicatie en media) | 09/2017         |
| Niek Jan van Kesteren            | Commissaris (Maatschappij en politiek)        | 09/2017         |
| Clarence Seedorf                 | Commissaris (Voetbaltechnisch)                | 06/2023         |
| Jeroen Slop                      | Commissaris (Financiën en Organisatorisch)    | 07/2019         |
| Raad van Toezicht Amateurvoetbal |                                               |                 |
| Albert van Wijk                  | Voorzitter                                    | 11/2014         |
| Hassan Bettani                   | Lid                                           | 11/2018         |
| Janneke Brink-Daamen             | Lid                                           | 12/2022         |
| Tjienta van Pelt                 | Lid                                           | 05/2016         |
| Jos Vranken                      | Lid                                           | 11/2014         |

Laatste update: 26 augustus 2023
De KNVB was verdeeld in zes districten. Deze hadden kantoor in Amsterdam, Heerenveen, Deventer, Rotterdam, Breda en Nieuwstadt. In 2015 zijn de districten opnieuw ingedeeld en zijn er nog maar drie over, allen gevestigd op de KNVB Campus in Zeist:
- KNVB Noord/Oost
- KNVB West I/West II
- KNVB Zuid I/Zuid II

Tot 1996 kende de KNVB regionale onderbonden. Het laagste competitieniveau was tot dat jaar georganiseerd op onderbond of afdelingsniveau.

## Nationale competities

### Veldvoetbal

#### Mannen
Bij de mannen is de voetbalcompetitie voor de eerste elftallen (standaardelftallen) van een club als volgt opgezet:
| Niveau | Naam           | Naam           | Naam           | Divisie/Klasse            | Divisie/Klasse            | Divisie/Klasse            | Divisie/Klasse            | Divisie/Klasse            | Divisie/Klasse            | Divisie/Klasse            | Divisie/Klasse            | Divisie/Klasse            | Divisie/Klasse            | Divisie/Klasse            | Divisie/Klasse            | Divisie/Klasse            | Divisie/Klasse            | Divisie/Klasse            | Divisie/Klasse            | Divisie/Klasse            | Divisie/Klasse            | Divisie/Klasse            | Divisie/Klasse            | Divisie/Klasse            | Divisie/Klasse            | Divisie/Klasse            | Divisie/Klasse            |
| ------ | -------------- | -------------- | -------------- | ------------------------- | ------------------------- | ------------------------- | ------------------------- | ------------------------- | ------------------------- | ------------------------- | ------------------------- | ------------------------- | ------------------------- | ------------------------- | ------------------------- | ------------------------- | ------------------------- | ------------------------- | ------------------------- | ------------------------- | ------------------------- | ------------------------- | ------------------------- | ------------------------- | ------------------------- | ------------------------- | ------------------------- |
| 1      | Eredivisie     | Eredivisie     | Eredivisie     | Eredivisie 18 clubs       | Eredivisie 18 clubs       | Eredivisie 18 clubs       | Eredivisie 18 clubs       | Eredivisie 18 clubs       | Eredivisie 18 clubs       | Eredivisie 18 clubs       | Eredivisie 18 clubs       | Eredivisie 18 clubs       | Eredivisie 18 clubs       | Eredivisie 18 clubs       | Eredivisie 18 clubs       | Eredivisie 18 clubs       | Eredivisie 18 clubs       | Eredivisie 18 clubs       | Eredivisie 18 clubs       | Eredivisie 18 clubs       | Eredivisie 18 clubs       | Eredivisie 18 clubs       | Eredivisie 18 clubs       | Eredivisie 18 clubs       | Eredivisie 18 clubs       | Eredivisie 18 clubs       | Eredivisie 18 clubs       |
| 2      | Eerste Divisie | Eerste Divisie | Eerste Divisie | Eerste Divisie 20 clubs   | Eerste Divisie 20 clubs   | Eerste Divisie 20 clubs   | Eerste Divisie 20 clubs   | Eerste Divisie 20 clubs   | Eerste Divisie 20 clubs   | Eerste Divisie 20 clubs   | Eerste Divisie 20 clubs   | Eerste Divisie 20 clubs   | Eerste Divisie 20 clubs   | Eerste Divisie 20 clubs   | Eerste Divisie 20 clubs   | Eerste Divisie 20 clubs   | Eerste Divisie 20 clubs   | Eerste Divisie 20 clubs   | Eerste Divisie 20 clubs   | Eerste Divisie 20 clubs   | Eerste Divisie 20 clubs   | Eerste Divisie 20 clubs   | Eerste Divisie 20 clubs   | Eerste Divisie 20 clubs   | Eerste Divisie 20 clubs   | Eerste Divisie 20 clubs   | Eerste Divisie 20 clubs   |
|        |                |                |                |                           |                           |                           |                           |                           |                           |                           |                           |                           |                           |                           |                           |                           |                           |                           |                           |                           |                           |                           |                           |                           |                           |                           |                           |
| 3      | Tweede Divisie | Tweede Divisie | Tweede Divisie | Tweede Divisie 18 clubs   | Tweede Divisie 18 clubs   | Tweede Divisie 18 clubs   | Tweede Divisie 18 clubs   | Tweede Divisie 18 clubs   | Tweede Divisie 18 clubs   | Tweede Divisie 18 clubs   | Tweede Divisie 18 clubs   | Tweede Divisie 18 clubs   | Tweede Divisie 18 clubs   | Tweede Divisie 18 clubs   | Tweede Divisie 18 clubs   | Tweede Divisie 18 clubs   | Tweede Divisie 18 clubs   | Tweede Divisie 18 clubs   | Tweede Divisie 18 clubs   | Tweede Divisie 18 clubs   | Tweede Divisie 18 clubs   | Tweede Divisie 18 clubs   | Tweede Divisie 18 clubs   | Tweede Divisie 18 clubs   | Tweede Divisie 18 clubs   | Tweede Divisie 18 clubs   | Tweede Divisie 18 clubs   |
| 4      | Derde Divisie  | Derde Divisie  | Derde Divisie  | Derde Divisie A 18 clubs  | Derde Divisie A 18 clubs  | Derde Divisie A 18 clubs  | Derde Divisie A 18 clubs  | Derde Divisie A 18 clubs  | Derde Divisie A 18 clubs  | Derde Divisie A 18 clubs  | Derde Divisie A 18 clubs  | Derde Divisie A 18 clubs  | Derde Divisie A 18 clubs  | Derde Divisie A 18 clubs  | Derde Divisie A 18 clubs  | Derde Divisie B 18 clubs  | Derde Divisie B 18 clubs  | Derde Divisie B 18 clubs  | Derde Divisie B 18 clubs  | Derde Divisie B 18 clubs  | Derde Divisie B 18 clubs  | Derde Divisie B 18 clubs  | Derde Divisie B 18 clubs  | Derde Divisie B 18 clubs  | Derde Divisie B 18 clubs  | Derde Divisie B 18 clubs  | Derde Divisie B 18 clubs  |
| 5      | Vierde Divisie | Vierde Divisie | Vierde Divisie | Vierde Divisie A 16 clubs | Vierde Divisie A 16 clubs | Vierde Divisie A 16 clubs | Vierde Divisie A 16 clubs | Vierde Divisie A 16 clubs | Vierde Divisie A 16 clubs | Vierde Divisie B 16 clubs | Vierde Divisie B 16 clubs | Vierde Divisie B 16 clubs | Vierde Divisie B 16 clubs | Vierde Divisie B 16 clubs | Vierde Divisie B 16 clubs | Vierde Divisie C 16 clubs | Vierde Divisie C 16 clubs | Vierde Divisie C 16 clubs | Vierde Divisie C 16 clubs | Vierde Divisie C 16 clubs | Vierde Divisie C 16 clubs | Vierde Divisie D 16 clubs | Vierde Divisie D 16 clubs | Vierde Divisie D 16 clubs | Vierde Divisie D 16 clubs | Vierde Divisie D 16 clubs | Vierde Divisie D 16 clubs |
|        |                |                |                |                           |                           |                           |                           |                           |                           |                           |                           |                           |                           |                           |                           |                           |                           |                           |                           |                           |                           |                           |                           |                           |                           |                           |                           |
| 6      | Eerste Klasse  | Eerste Klasse  | Eerste Klasse  | West I                    | West I                    | West I                    | West I                    | West II                   | West II                   | West II                   | West II                   | Zuid I                    | Zuid I                    | Zuid I                    | Zuid I                    | Zuid II                   | Zuid II                   | Zuid II                   | Zuid II                   | Oost                      | Oost                      | Oost                      | Oost                      | Noord                     | Noord                     | Noord                     | Noord                     |
| 6      | Eerste Klasse  | Eerste Klasse  | Eerste Klasse  | 2 groepen                 | 2 groepen                 | 2 groepen                 | 2 groepen                 | 2 groepen                 | 2 groepen                 | 2 groepen                 | 2 groepen                 | 1 groep                   | 1 groep                   | 1 groep                   | 1 groep                   | 1 groep                   | 1 groep                   | 1 groep                   | 1 groep                   | 2 groepen                 | 2 groepen                 | 2 groepen                 | 2 groepen                 | 2 groepen                 | 2 groepen                 | 2 groepen                 | 2 groepen                 |
| 7      | Tweede Klasse  | Tweede Klasse  | Tweede Klasse  | West I                    | West I                    | West I                    | West I                    | West II                   | West II                   | West II                   | West II                   | Zuid I                    | Zuid I                    | Zuid I                    | Zuid I                    | Zuid II                   | Zuid II                   | Zuid II                   | Zuid II                   | Oost                      | Oost                      | Oost                      | Oost                      | Noord                     | Noord                     | Noord                     | Noord                     |
| 7      | Tweede Klasse  | Tweede Klasse  | Tweede Klasse  | 4 groepen                 | 4 groepen                 | 4 groepen                 | 4 groepen                 | 2 groepen                 | 2 groepen                 | 2 groepen                 | 2 groepen                 | 5 groepen                 | 5 groepen                 | 5 groepen                 | 5 groepen                 | 2 groepen                 | 2 groepen                 | 2 groepen                 | 2 groepen                 | 3 groepen                 | 3 groepen                 | 3 groepen                 | 3 groepen                 | 4 groepen                 | 4 groepen                 | 4 groepen                 | 4 groepen                 |
| 8      | Derde Klasse   | Derde Klasse   | Derde Klasse   | West I                    | West I                    | West I                    | West I                    | West II                   | West II                   | West II                   | West II                   | Zuid I                    | Zuid I                    | Zuid I                    | Zuid I                    | Zuid II                   | Zuid II                   | Zuid II                   | Zuid II                   | Oost                      | Oost                      | Oost                      | Oost                      | Noord                     | Noord                     | Noord                     | Noord                     |
| 8      | Derde Klasse   | Derde Klasse   | Derde Klasse   | 7 groepen                 | 7 groepen                 | 7 groepen                 | 7 groepen                 | 4 groepen                 | 4 groepen                 | 4 groepen                 | 4 groepen                 | 8 groepen                 | 8 groepen                 | 8 groepen                 | 8 groepen                 | 4 groepen                 | 4 groepen                 | 4 groepen                 | 4 groepen                 | 7 groepen                 | 7 groepen                 | 7 groepen                 | 7 groepen                 | 7 groepen                 | 7 groepen                 | 7 groepen                 | 7 groepen                 |
| 9      | Vierde Klasse  | Vierde Klasse  | Vierde Klasse  | West I                    | West I                    | West I                    | West I                    | West II                   | West II                   | West II                   | West II                   | Zuid I                    | Zuid I                    | Zuid I                    | Zuid I                    | Zuid II                   | Zuid II                   | Zuid II                   | Zuid II                   | Oost                      | Oost                      | Oost                      | Oost                      | Noord                     | Noord                     | Noord                     | Noord                     |
| 9      | Vierde Klasse  | Vierde Klasse  | Vierde Klasse  | 8 groepen                 | 8 groepen                 | 8 groepen                 | 8 groepen                 | 6 groepen                 | 6 groepen                 | 6 groepen                 | 6 groepen                 | 13 groepen                | 13 groepen                | 13 groepen                | 13 groepen                | 9 groepen                 | 9 groepen                 | 9 groepen                 | 9 groepen                 | 9 groepen                 | 9 groepen                 | 9 groepen                 | 9 groepen                 | 10 groepen                | 10 groepen                | 10 groepen                | 10 groepen                |
| 10     | Vijfde Klasse  | Vijfde Klasse  | Vijfde Klasse  | West I                    | West I                    | West I                    | West I                    | West II                   | West II                   | West II                   | West II                   | Zuid I                    | Zuid I                    | Zuid I                    | Zuid I                    | Zuid II                   | Zuid II                   | Zuid II                   | Zuid II                   | Oost                      | Oost                      | Oost                      | Oost                      | Noord                     | Noord                     | Noord                     | Noord                     |
| 10     | Vijfde Klasse  | Vijfde Klasse  | Vijfde Klasse  | 6 groepen                 | 6 groepen                 | 6 groepen                 | 6 groepen                 | 4 groepen                 | 4 groepen                 | 4 groepen                 | 4 groepen                 | 5 groepen                 | 5 groepen                 | 5 groepen                 | 5 groepen                 | 5 groepen                 | 5 groepen                 | 5 groepen                 | 5 groepen                 | 10 groepen                | 10 groepen                | 10 groepen                | 10 groepen                | 11 groepen                | 11 groepen                | 11 groepen                | 11 groepen                |

Vanaf de eerste klasse bepaalt elk district zelf het aantal deelnemende clubs. Wegens omstandigheden en het aantal clubs kan het aantal clubs per competitie afwijken.
Daarnaast organiseert de KNVB en/of de regionale districten ook de volgende competities, toernooien en finales:
- de niet-eerste elftallen van de clubs en van de jeugdelftallen
- KNVB Beker
- Johan Cruijff Schaal
- Onder 21 competitie
- Districtsbeker voor amateurs

#### Vrouwen
| Niveau | Naam           | Naam           | Naam           | Divisie/Klasse                | Divisie/Klasse                | Divisie/Klasse                | Divisie/Klasse                | Divisie/Klasse                | Divisie/Klasse                | Divisie/Klasse                | Divisie/Klasse                | Divisie/Klasse                | Divisie/Klasse                | Divisie/Klasse                | Divisie/Klasse                | Divisie/Klasse              | Divisie/Klasse              | Divisie/Klasse              | Divisie/Klasse              | Divisie/Klasse              | Divisie/Klasse              | Divisie/Klasse              | Divisie/Klasse              | Divisie/Klasse              | Divisie/Klasse              | Divisie/Klasse              | Divisie/Klasse              |
| ------ | -------------- | -------------- | -------------- | ----------------------------- | ----------------------------- | ----------------------------- | ----------------------------- | ----------------------------- | ----------------------------- | ----------------------------- | ----------------------------- | ----------------------------- | ----------------------------- | ----------------------------- | ----------------------------- | --------------------------- | --------------------------- | --------------------------- | --------------------------- | --------------------------- | --------------------------- | --------------------------- | --------------------------- | --------------------------- | --------------------------- | --------------------------- | --------------------------- |
| 1      | Eredivisie     | Eredivisie     | Eredivisie     | Eredivisie 12 clubs           | Eredivisie 12 clubs           | Eredivisie 12 clubs           | Eredivisie 12 clubs           | Eredivisie 12 clubs           | Eredivisie 12 clubs           | Eredivisie 12 clubs           | Eredivisie 12 clubs           | Eredivisie 12 clubs           | Eredivisie 12 clubs           | Eredivisie 12 clubs           | Eredivisie 12 clubs           | Eredivisie 12 clubs         | Eredivisie 12 clubs         | Eredivisie 12 clubs         | Eredivisie 12 clubs         | Eredivisie 12 clubs         | Eredivisie 12 clubs         | Eredivisie 12 clubs         | Eredivisie 12 clubs         | Eredivisie 12 clubs         | Eredivisie 12 clubs         | Eredivisie 12 clubs         | Eredivisie 12 clubs         |
| 2      | Eerste Divisie | Eerste Divisie | Eerste Divisie | Eerste Divisie 15 clubs       | Eerste Divisie 15 clubs       | Eerste Divisie 15 clubs       | Eerste Divisie 15 clubs       | Eerste Divisie 15 clubs       | Eerste Divisie 15 clubs       | Eerste Divisie 15 clubs       | Eerste Divisie 15 clubs       | Eerste Divisie 15 clubs       | Eerste Divisie 15 clubs       | Eerste Divisie 15 clubs       | Eerste Divisie 15 clubs       | Eerste Divisie 15 clubs     | Eerste Divisie 15 clubs     | Eerste Divisie 15 clubs     | Eerste Divisie 15 clubs     | Eerste Divisie 15 clubs     | Eerste Divisie 15 clubs     | Eerste Divisie 15 clubs     | Eerste Divisie 15 clubs     | Eerste Divisie 15 clubs     | Eerste Divisie 15 clubs     | Eerste Divisie 15 clubs     | Eerste Divisie 15 clubs     |
|        |                |                |                |                               |                               |                               |                               |                               |                               |                               |                               |                               |                               |                               |                               |                             |                             |                             |                             |                             |                             |                             |                             |                             |                             |                             |                             |
| 3      | Topklasse      | Topklasse      | Topklasse      | Topklasse 12 clubs            | Topklasse 12 clubs            | Topklasse 12 clubs            | Topklasse 12 clubs            | Topklasse 12 clubs            | Topklasse 12 clubs            | Topklasse 12 clubs            | Topklasse 12 clubs            | Topklasse 12 clubs            | Topklasse 12 clubs            | Topklasse 12 clubs            | Topklasse 12 clubs            | Topklasse 12 clubs          | Topklasse 12 clubs          | Topklasse 12 clubs          | Topklasse 12 clubs          | Topklasse 12 clubs          | Topklasse 12 clubs          | Topklasse 12 clubs          | Topklasse 12 clubs          | Topklasse 12 clubs          | Topklasse 12 clubs          | Topklasse 12 clubs          | Topklasse 12 clubs          |
| 4      | Hoofdklasse    | Hoofdklasse    | Hoofdklasse    | Hoofdklasse Zaterdag 12 clubs | Hoofdklasse Zaterdag 12 clubs | Hoofdklasse Zaterdag 12 clubs | Hoofdklasse Zaterdag 12 clubs | Hoofdklasse Zaterdag 12 clubs | Hoofdklasse Zaterdag 12 clubs | Hoofdklasse Zaterdag 12 clubs | Hoofdklasse Zaterdag 12 clubs | Hoofdklasse Zaterdag 12 clubs | Hoofdklasse Zaterdag 12 clubs | Hoofdklasse Zaterdag 12 clubs | Hoofdklasse Zaterdag 12 clubs | Hoofdklasse Zondag 12 clubs | Hoofdklasse Zondag 12 clubs | Hoofdklasse Zondag 12 clubs | Hoofdklasse Zondag 12 clubs | Hoofdklasse Zondag 12 clubs | Hoofdklasse Zondag 12 clubs | Hoofdklasse Zondag 12 clubs | Hoofdklasse Zondag 12 clubs | Hoofdklasse Zondag 12 clubs | Hoofdklasse Zondag 12 clubs | Hoofdklasse Zondag 12 clubs | Hoofdklasse Zondag 12 clubs |
| 5      | Eerste Klasse  | Eerste Klasse  | Eerste Klasse  | Eerste Klasse A 12 clubs      | Eerste Klasse A 12 clubs      | Eerste Klasse A 12 clubs      | Eerste Klasse A 12 clubs      | Eerste Klasse A 12 clubs      | Eerste Klasse A 12 clubs      | Eerste Klasse B 12 clubs      | Eerste Klasse B 12 clubs      | Eerste Klasse B 12 clubs      | Eerste Klasse B 12 clubs      | Eerste Klasse B 12 clubs      | Eerste Klasse B 12 clubs      | Eerste Klasse C 12 clubs    | Eerste Klasse C 12 clubs    | Eerste Klasse C 12 clubs    | Eerste Klasse C 12 clubs    | Eerste Klasse C 12 clubs    | Eerste Klasse C 12 clubs    | Eerste Klasse D 12 clubs    | Eerste Klasse D 12 clubs    | Eerste Klasse D 12 clubs    | Eerste Klasse D 12 clubs    | Eerste Klasse D 12 clubs    | Eerste Klasse D 12 clubs    |
| 6      | Tweede Klasse  | Tweede Klasse  | Tweede Klasse  | Tweede Klasse A 12 clubs      | Tweede Klasse A 12 clubs      | Tweede Klasse A 12 clubs      | Tweede Klasse A 12 clubs      | Tweede Klasse A 12 clubs      | Tweede Klasse A 12 clubs      | Tweede Klasse B 12 clubs      | Tweede Klasse B 12 clubs      | Tweede Klasse B 12 clubs      | Tweede Klasse B 12 clubs      | Tweede Klasse B 12 clubs      | Tweede Klasse B 12 clubs      | Tweede Klasse C 12 clubs    | Tweede Klasse C 12 clubs    | Tweede Klasse C 12 clubs    | Tweede Klasse C 12 clubs    | Tweede Klasse C 12 clubs    | Tweede Klasse C 12 clubs    | Tweede Klasse D 12 clubs    | Tweede Klasse D 12 clubs    | Tweede Klasse D 12 clubs    | Tweede Klasse D 12 clubs    | Tweede Klasse D 12 clubs    | Tweede Klasse D 12 clubs    |
| 7      | Derde Klasse   | Derde Klasse   | Derde Klasse   | Derde Klasse A 12 clubs       | Derde Klasse A 12 clubs       | Derde Klasse A 12 clubs       | Derde Klasse A 12 clubs       | Derde Klasse A 12 clubs       | Derde Klasse A 12 clubs       | Derde Klasse B 12 clubs       | Derde Klasse B 12 clubs       | Derde Klasse B 12 clubs       | Derde Klasse B 12 clubs       | Derde Klasse B 12 clubs       | Derde Klasse B 12 clubs       | Derde Klasse C 12 clubs     | Derde Klasse C 12 clubs     | Derde Klasse C 12 clubs     | Derde Klasse C 12 clubs     | Derde Klasse C 12 clubs     | Derde Klasse C 12 clubs     | Derde Klasse D 12 clubs     | Derde Klasse D 12 clubs     | Derde Klasse D 12 clubs     | Derde Klasse D 12 clubs     | Derde Klasse D 12 clubs     | Derde Klasse D 12 clubs     |

Daarnaast organiseert de KNVB en/of de regionale districten ook de volgende competities, toernooien en finales:
- de overige eerste elftallen van de clubs
- de niet-eerste elftallen van de clubs en van de jeugdelftallen
- Eredivisie Cup
- KNVB Beker Vrouwen
- Supercup
- Vrouwen Beloftencompetitie

### Futsal

#### Mannen
- Eredivisie Futsal
- Eerste Divisie Futsal

#### Vrouwen
- Eredivisie Vrouwen Futsal

## Nationale elftallen
De KNVB is het instituut dat het Nederlands Elftal, Nederlands Vrouwenelftal en alle nationale jeugd- en amateurelftallen onder zich heeft. De bondscoach is in dienst van de KNVB, de spelers worden door de KNVB uitgenodigd.

### Mannen-/Jongensvoetbal
| Naam               | Rol                       | Sinds        |
| Bondscoaches       | Bondscoaches              | Bondscoaches |
| ------------------ | ------------------------- | ------------ |
| Ronald Koeman      | Bondscoach Oranje         | 2023         |
| Michael Reiziger   | Bondscoach Jong Oranje    | 2023         |
| Peter van der Veen | Bondscoach Nederland JO19 | 2024         |
| Adil Ramzi         | Bondscoach Nederland JO18 | 2024         |
| Gillian Justiana   | Bondscoach Nederland JO17 | 2025         |
| Joran Pot          | Bondscoach Nederland JO16 | 2025         |
| Maurice Hagebeuk   | Bondscoach Nederland JO15 | 2021         |

Laatste update: 29 mei 2025

### Vrouwen-/Meidenvoetbal
| Naam                | Rol                              | Sinds        |
| Bondscoaches        | Bondscoaches                     | Bondscoaches |
| ------------------- | -------------------------------- | ------------ |
| Andries Jonker      | Bondscoach OranjeLeeuwinnen      | 2022         |
| Olivier Amelink     | Bondscoach Jong OranjeLeeuwinnen |              |
| Roos Kwakkenbos     | Bondscoach Nederland MO20        |              |
| Roos Kwakkenbos     | Bondscoach Nederland MO19        |              |
| Sherida van Bruggen | Bondscoach Nederland MO17        |              |
| Félicienne Minnaar  | Bondscoach Nederland MO16        |              |
| Maria van Kortenhof | Bondscoach Nederland MO15        |              |

Laatste update: 29 mei 2025

### Futsal
| Naam                 | Rol                       | Sinds        |
| Bondscoaches         | Bondscoaches              | Bondscoaches |
| -------------------- | ------------------------- | ------------ |
| Miguel Andrés Moreno | Bondscoach Futsal Mannen  |              |
| Teuny Bosma          | Bondscoach Futsal Vrouwen |              |
| Miguel Andrés Moreno | Bondscoach Futsal JO19    |              |

Laatste update: 29 mei 2025

### CP-voetbal
| Naam            | Rol                | Sinds        |
| Bondscoaches    | Bondscoaches       | Bondscoaches |
| --------------- | ------------------ | ------------ |
| Stephan Lokhoff | Bondscoach CP-team |              |

Laatste update: 29 mei 2025

## Ledenaantallen
Hieronder de ontwikkeling van het leden- en verenigingenaantal:
| Jaar    | Ledenaantal | Ledenaantal | Ledenaantal | Clubs |
| Jaar    | Mannen      | Vrouwen     | Totaal      | Clubs |
| ------- | ----------- | ----------- | ----------- | ----- |
| 2021/22 | 1.022.858   | 169.294     | 1.192.160   |       |
| 2020/21 | 997.110     | 161.357     | 1.158.471   |       |
| 2019/20 | 1.014.748   | 162.645     | 1.179.816   |       |
| 2018/19 | 1.033.621   | 161.355     | 1.196.815   | 2.978 |
| 2017/18 | 1.049.027   | 158.632     | 1.209.145   | 3.019 |
| 2016/17 | 1.061.310   | 154.832     | 1.217.381   | 3.060 |
| 2015/16 |             |             | 1.231.561   | 3.143 |
| 2014/15 |             |             | 1.227.080   | 3.215 |
| 2013/14 |             |             | 1.213.720   | 3.149 |
| 2012/13 |             |             | 1.214.712   | 3.164 |
| 2011/12 |             |             | 1.209.413   | 3.605 |
| 2010/11 |             |             | 1.205.808   | 3.275 |
| 2005    |             |             | 1.076.759   | 3.656 |
| 2001    |             |             |             | 3.918 |
| 1999    |             |             | 1.025.183   | 4.041 |
| 1996    |             |             | 1.031.005   | 4.562 |
| 1993    |             |             | 981.464     |       |
| 1990    |             |             | 990.158     |       |
| 1987    |             |             | 972.401     |       |
| 1984    |             |             | 1.037.750   |       |
| 1981    |             |             | 1.081.213   |       |
| 1978    |             |             | 1.050.000   |       |

## Onderscheidingen
De KNVB kan onderscheidingen toekennen aan vrijwilligers die zich op een bijzondere manier hebben ingezet, of aan KNVB-officials met een lange staat van dienst. De volgende onderscheidingen kunnen worden uitgereikt:
- zilveren en gouden scheidsrechtersspeld
- zilveren en gouden waarderingsspeld
- lid van verdienste
- bondsridder
- erelid van de KNVB

### Ereleden
De volgende personen werden benoemd tot erelid van de KNVB:
- 1892 – Pim Mulier, erevoorzitter[6] – 1897
- 1893 – mr. Pieter Droogleever Fortuyn
- 1897 – Ch.S. Craven
- 1897 – L.J. Wijnands
- 1901 – J.W. de Goeje
- 1903 – Jasper Warner
- 1904 – Ch.J. Engelberts
- 1905 – J.H.M. Hekkenberg
- 1912 – P.A. de Haan
- 1913 – A.J. Bronkhorst
- 1919 – Bok de Korver
- 1919 – mr. J.A. Willinge Gratama
- 1922 – Carl Hirschman
- 1925 – ir. Jan Willem Kips
- 1928 – ir. Harry Dénis
- 1928 – L.F. Verwoerd
- 1936 – A. de Haan Azn.
- 1941 – Steven Coldewey
- 1941 – D. Spaan
- 1949 – G. Kruyver
- 1949 – Harry Bockmeulen
- 1952 – W.H.A. Burgwal
- 1952 – Dirk van Prooije, postuum
- 1952 – Toon Schröder
- 1953 – H. Teeuw
- 1953 – Karel Lotsy
- 1955 – Henk de Munter
- 1955 – Martijn Sajet
- 1955 – Otto de Vries
- 1956 – H. Valkema
- 1957 – J. Moorman
- 1957 – mr. Roelof W. Piek
- 1964 – Sir Stanley Rous
- 1964 – Mordy S.L. Maduro
- 1964 – Hans Hopster
- 1969 – J.H. Keur
- 1972 – Jos Coler
- 1973 – J.C. Verthoren
- 1979 – Jan Kostelijk
- 1980 – Wim Meuleman
- 1984 – Fokke Remmers
- 1990 – Marten Kastermans
- 1993 – Jo van Marle
- 1998 – Dick Langenbach
- 2000 – Henk Hut
- 2007 – Jan Schaalje
- 2008 – Jeu Sprengers, postuum
- 2013 – Gerard Bouwer
- 2019 – Michael van Praag

### Haasje
Elke debutant in het Nederlands elftal ontvangt van de KNVB een zogenaamd haasje; een aandenken in de vorm van een medaillon met de afbeelding van een haas.

## Geschillen
De KNVB heeft een college van arbiters dat bij een geschil een arbitragecommissie samenstelt.